# Šipan
Šipan – chorwacka wyspa na Adriatyku, największa z wysp Elafickich – jej powierzchnia wynosi 16,22 km²; długość 9,1 km; szerokość do 2,6 km; a długość linii brzegowej 29,42 km. Największe wzniesienie to Velji Vrh (243 m n.p.m.). Na wschodnim wybrzeżu leży Suđurađ, a na zachodnim – port Šipanska Luka. Na wyspie są m.in. 34 kościoły i 42 zabytkowe wille.